# Guillotina para papel

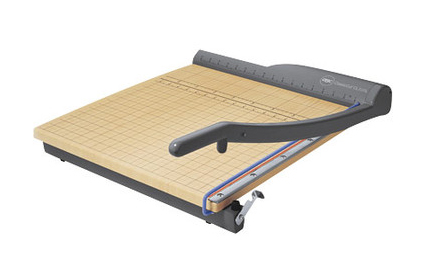
Una guillotina para papel

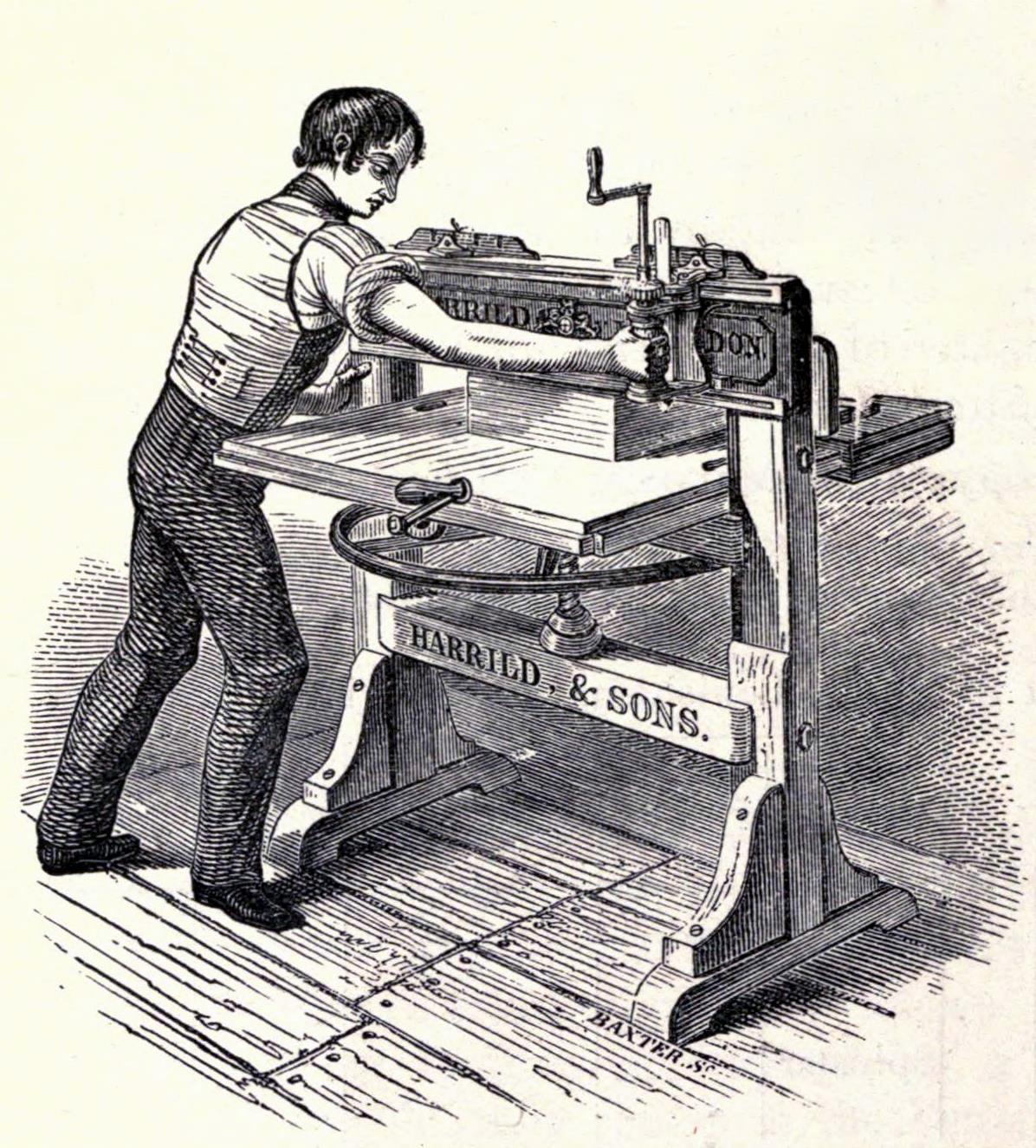
Antigua guillotina para papel de la década de 1820.

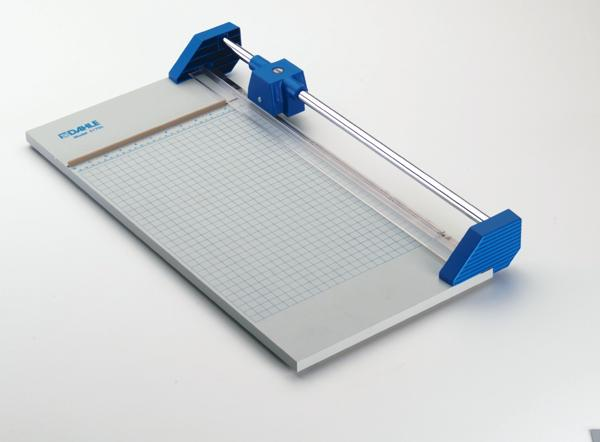
Una guillotina para papel rotatoria.

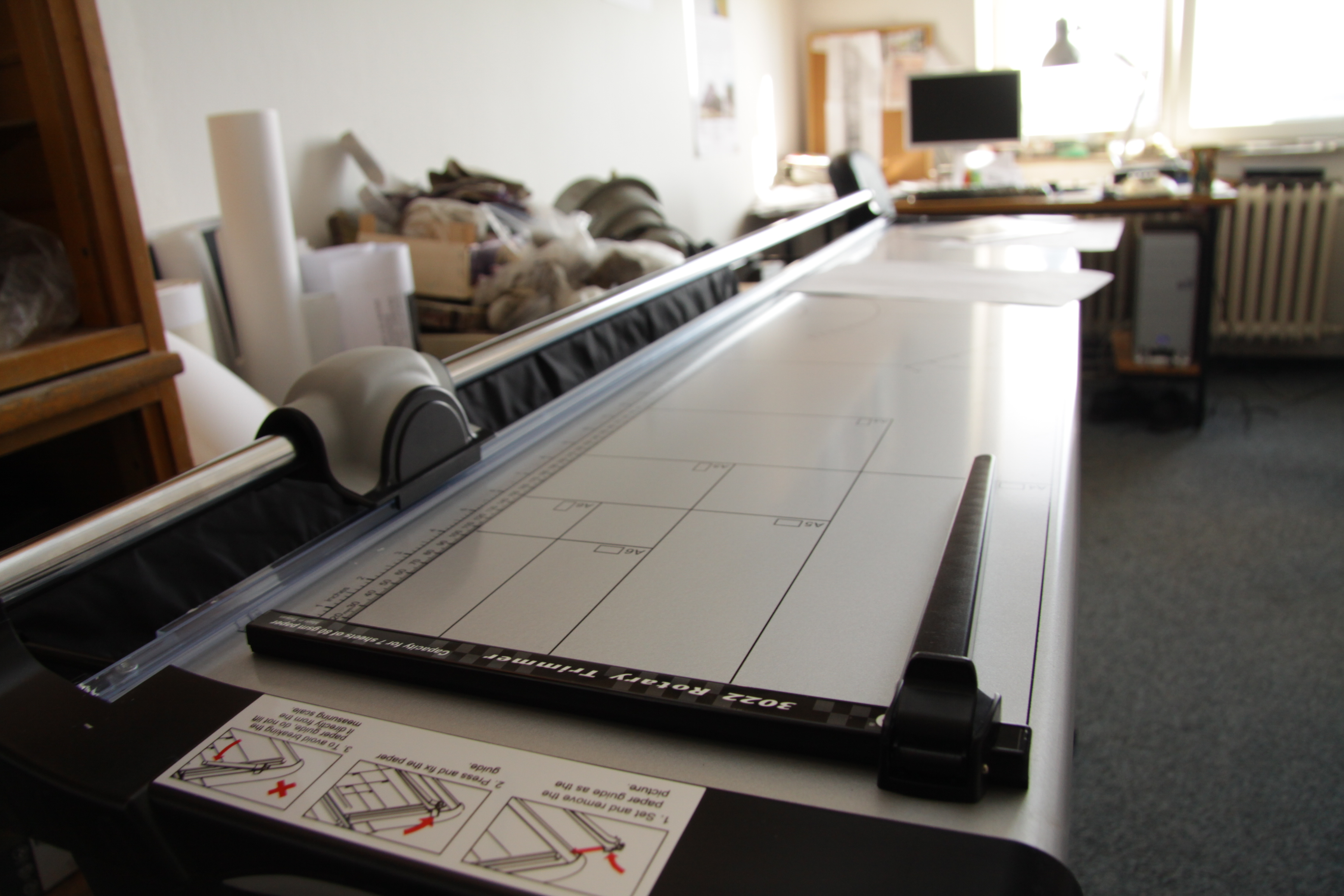
Guillotina para corte de papel de grandes dimensiones.

Una guillotina para papel es una herramienta que se utiliza en oficinas, escuelas, empresas de impresión, la misma permite cortar grandes pilas de papel de forma que se puede cortar como si fuera una regla.

## Historia
Las guillotinas para papel, fueron patentadas en 1844 y 1852 por Guillaume Massiquot. Las mismas han estado en uso desde los años 1830 cuando en 1837, Thirault construyó un modelo con una hoja de corte fijo sobre una superficie plana. Desde mediados del siglo XIX las empresas Fomm and Krause de Alemania, Furnival de Inglaterra, y Oswego and Seybold de los Estados Unidos han realizado varias mejoras en el diseño.

## Descripción
Las guillotinas para papel vienen en distintos tamaños, por lo general desde unos 30 cm de largo en las que se utilizan para trabajos de oficina hasta 85 cm (la longitud del lado de una hoja A1) en los talleres de diseño. Por lo general la superficie posee grabado o impresa una grilla cuadrangular de 1 cm de lado, y puede tener una regla en su parte superior. Por lo menos debe tener un borde plano contra el cual el usuario alinea el papel en ángulo recto antes de accionar la cuchilla de corte. Por lo general es relativamente pesada, de forma tal que no se desplace al utilizarla.

## Seguridad
La mayoría de las guillotinas para papel vienen provistas de algún sistema de protección de los dedos para proteger a los usuarios de que se corten la mano por accidente mientras usan esta herramienta. Sin embargo, si no se pone el debido cuidado y atención en el uso de la herramienta es posible que se puedan producir cortes.

## En la industria
En la industria moderna del papel, se utilizan grandes máquinas para cortar grandes pilas de papel, cartón, o materiales similares. Estas máquinas operan mediante un dispositivo similar al cual se deriva su nombre; las hojas de corte se desplazan en forma vertical en sentido ascendente y descendente. Fabricantes tales como Polar de Alemania fabrican máquinas capaces de cortar hojas de hasta 430 cm de ancho.